# NGC 6769
NGC 6769 este o galaxie situată în constelația Păunul. A fost descoperită în 11 august 1836 de către John Herschel. Se află la o distanță de 51 de megaparseci de Pământ.